# Lhor
Lhor és un municipi francès, situat al departament del Mosel·la i a la regió del Gran Est. L'any 2007 tenia 142 habitants.

## Demografia

### Població
El 2007 la població de fet de Lhor era de 142 persones. Hi havia 57 famílies, de les quals 16 eren unipersonals (4 homes vivint sols i 12 dones vivint soles), 16 parelles sense fills i 25 parelles amb fills.
La població ha evolucionat segons el següent gràfic:
Habitants censats

### Habitatges
El 2007 hi havia 63 habitatges, 59 eren l'habitatge principal de la família, 1 era una segona residència i 3 estaven desocupats. 62 eren cases i 1 era un apartament. Dels 59 habitatges principals, 54 estaven ocupats pels seus propietaris, 3 estaven llogats i ocupats pels llogaters i 2 estaven cedits a títol gratuït; 1 tenia dues cambres, 1 en tenia tres, 15 en tenien quatre i 41 en tenien cinc o més. 43 habitatges disposaven pel capbaix d'una plaça de pàrquing. A 23 habitatges hi havia un automòbil i a 26 n'hi havia dos o més.

### Piràmide de població
La piràmide de població per edats i sexe el 2009 era:
| Homes | Edats   | Dones |
| ----- | ------- | ----- |
| 0     | 95 o +  | 0     |
| 0     | 90 a 94 | 0     |
| 0     | 85 a 89 | 0     |
| 0     | 80 a 84 | 0     |
| 8     | 75 a 79 | 0     |
| 0     | 70 a 74 | 8     |
| 8     | 65 a 69 | 8     |
| 0     | 60 a 64 | 8     |
| 4     | 55 a 59 | 0     |
| 4     | 50 a 54 | 8     |
| 4     | 45 a 49 | 8     |
| 4     | 40 a 44 | 0     |
| 0     | 35 a 39 | 0     |
| 0     | 30 a 34 | 0     |
| 0     | 25 a 29 | 0     |
| 4     | 20 a 24 | 0     |
| 8     | 15 a 19 | 0     |
| 0     | 10 a 14 | 4     |
| 4     | 5 a 9   | 0     |
| 0     | 0 a 4   | 0     |

## Economia
El 2007 la població en edat de treballar era de 83 persones, 65 eren actives i 18 eren inactives. De les 65 persones actives 62 estaven ocupades (39 homes i 23 dones) i 3 estaven aturades (1 home i 2 dones). De les 18 persones inactives 4 estaven jubilades, 2 estaven estudiant i 12 estaven classificades com a «altres inactius».

### Ingressos
El 2009 a Lhor hi havia 52 unitats fiscals que integraven 142 persones, la mediana anual d'ingressos fiscals per persona era de 17.879 €.

### Activitats econòmiques
Dels 6 establiments que hi havia el 2007, 1 era d'una empresa de fabricació de material elèctric, 3 d'empreses de construcció, 1 d'una empresa financera i 1 d'una empresa classificada com a «altres activitats de serveis».
Dels 2 establiments de servei als particulars que hi havia el 2009, 1 era una oficina bancària i 1 lampisteria.
L'any 2000 a Lhor hi havia 8 explotacions agrícoles.

## Poblacions més properes
El següent diagrama mostra les poblacions més properes.